# City of Hume
City of Hume är en kommun i Australien, i Melbournes storstadsområde. Den ligger i delstaten Victoria, omkring 28 kilometer nordväst om centrala Melbourne. Antalet invånare var 197 376 vid folkräkningen 2016.
Följande samhällen finns i Hume:
- Sunbury
- Craigieburn
- Roxburgh Park
- Meadow Heights
- Greenvale
- Broadmeadows
- Gladstone Park
- Tullamarine
- Westmeadows
- Campbellfield
- Coolaroo
- Attwood
- Diggers Rest
- Jacana
- Bulla
- Wildwood
- Yuroke
- Oaklands Junction
- Melbourne Airport